# Cyrtocarpa procera
Cyrtocarpa procera är en sumakväxtart som beskrevs av Carl Sigismund Kunth. Cyrtocarpa procera ingår i släktet Cyrtocarpa och familjen sumakväxter. Inga underarter finns listade i Catalogue of Life.